# Place de Mexico
La place de Mexico est une place du 16e arrondissement de Paris.

## Situation et accès
Elle est située au carrefour des rues de Longchamp, des Belles-Feuilles, des Sablons, Decamps et de l'avenue d'Eylau.
La rue est desservie au sud par la ligne 9 à la station Rue de la Pompe et à l'est par les lignes 6 et 9 à la station Trocadéro.

## Origine du nom
Cette place rend hommage au Mexique, dont l'ambassade est toute proche, au 9, rue de Longchamp.

## Historique

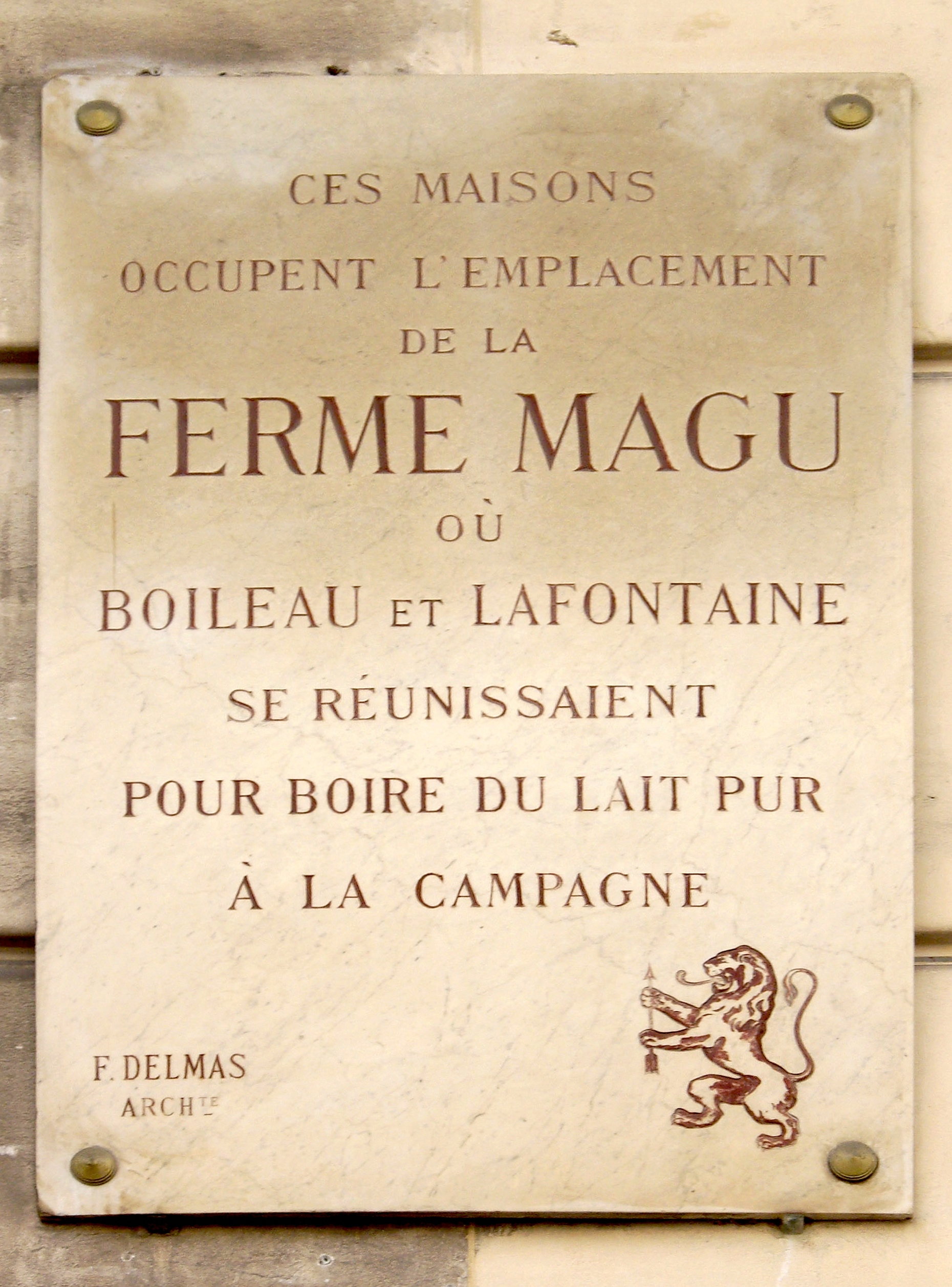
Plaque de la ferme Magu.

Il s'agit d'un vieux carrefour de la plaine de Passy, où se rejoignaient autrefois des chemins. Son tracé est rectifié en 1825. Il n'accueille alors sur son pourtour que de modestes maisons de jardiniers et de maraîchers. Le quartier, qui ne sera intégré dans Paris qu'en 1860, garde encore un caractère rural. L'urbanisation de l'Ouest parisien est tardif et la place ne commence à être lotie et à prendre son aspect actuel qu'à partir de 1905.
En avril 1829, la commune de Passy finance la construction d'un arc de triomphe sur la place, par-dessous lequel passa le roi de France Charles X, qui revenait de Lunéville. L'édifice est éphémère.
La place s'appelait autrefois « rond-point de Longchamp » et fut rebaptisée par un arrêté du 7 mai 1957. Son rayon est de 25 mètres.

## Bâtiments remarquables et lieux de mémoire

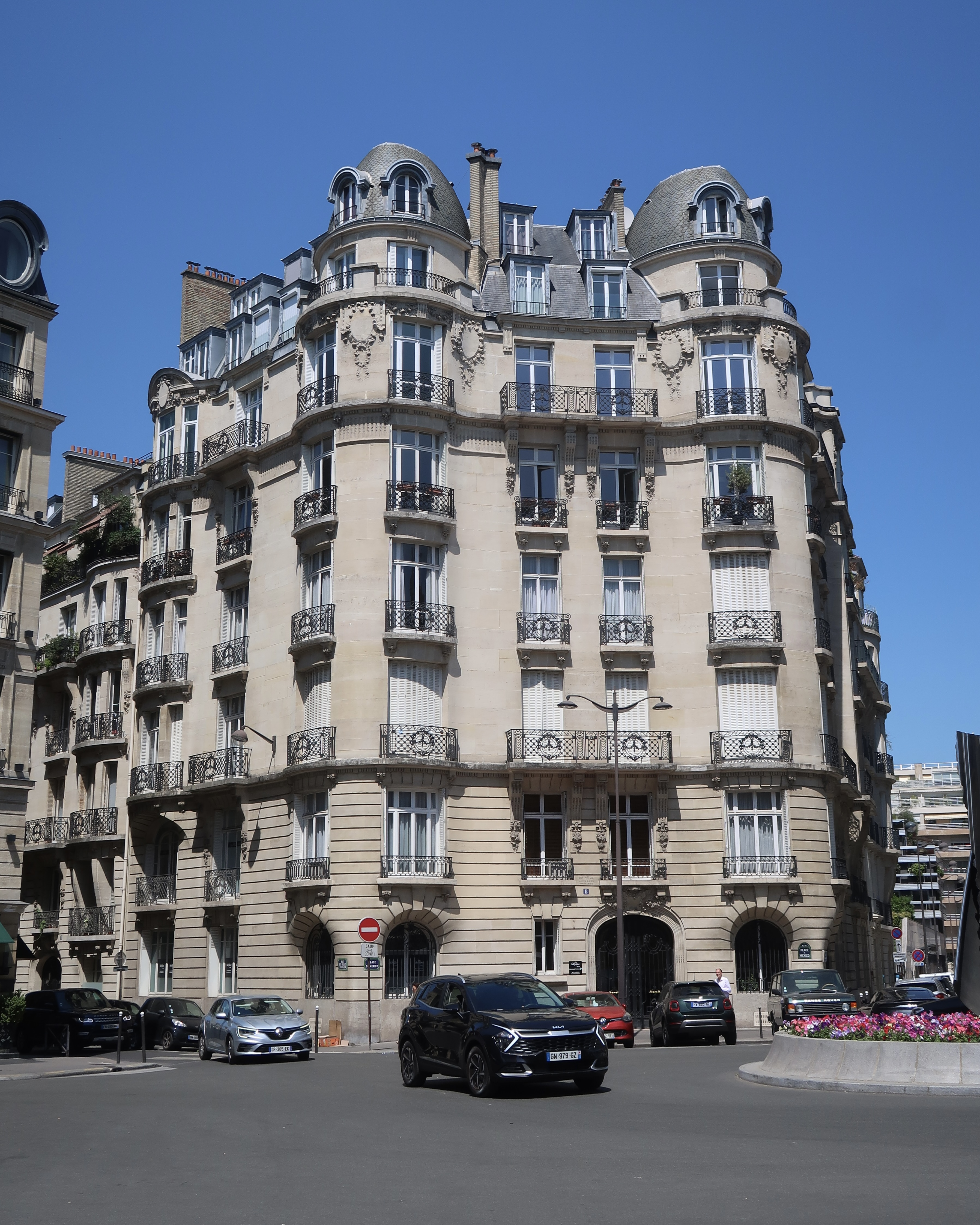
No 6.

Elle possède en son centre une sculpture d'Águeda Lozano, Terre du Mexique en terre de France, offerte par le Mexique en 2006. Sur les photos du début du XXe siècle, un lampadaire situé un petit terre-plein se trouvait à cet endroit.
Une plaque au no 9 mentionne qu'au XVIIe siècle s'y trouvait un établissement agricole, la ferme Magu (détruite en 1904), où Boileau et La Fontaine avaient l'habitude de venir boire du lait frais.

## Au cinéma
Au début du film Frantic (1988), la voiture du docteur Walker (Harrison Ford) et de sa femme Sondra (Betty Buckley) traverse la place de Mexico en direction de l'avenue d'Eylau.